# L'Indépendance luxembourgeoise

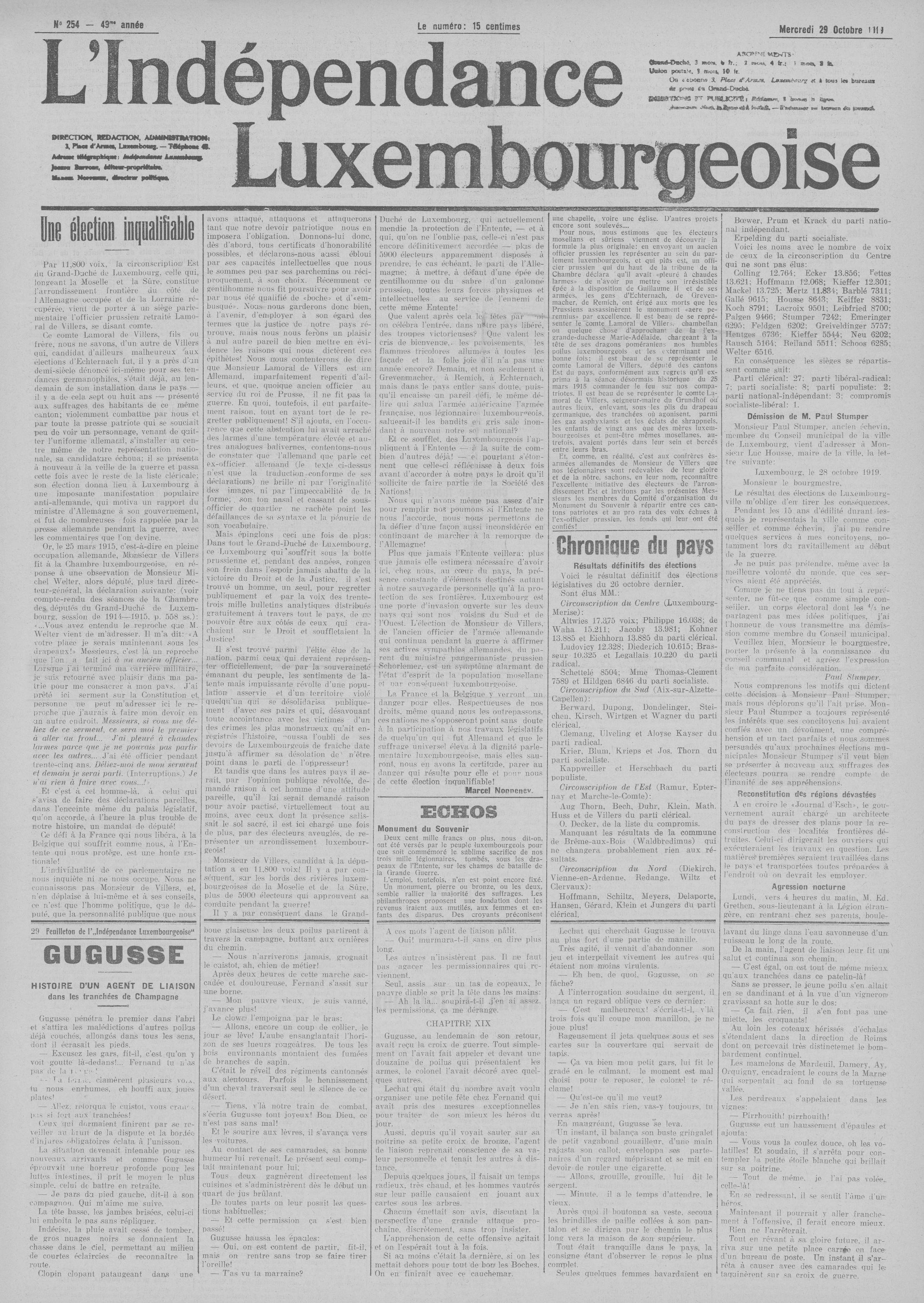
Uitgave van 29 oktober 2019

De L'Indépendance luxembourgeoise was een Franstalig Luxemburgse krant, die van 1871 tot en met 1934 zes dagen per week werd uitgebracht.

## Geschiedenenis
Jean Joris, redacteur van de Union, richtte in 1868 L'Avenir op, dat in eerste instantie bij Heintzé werd gedrukt. Later werd hij zelf eindredacteur en drukker van de krant die tot september 1871 verscheen. Op 1 oktober 1871 bracht Joris het eerste nummer uit van L'Indépendance luxembourgeoise politique et littéraire. Hij vond een gat in de markt met zijn keuze voor een Franstalige krant, misschien wel de meest succesvolle start van een krant in de jaren na de Frans-Duitse Oorlog. L'Indépendance presenteerde zich als loyaal aan de regering en wilde relatief neutraal overkomen. De commentaren waren wat stijf en moraliserend van toon. Naast binnen- en buitenlands nieuws bracht de krant onder meer verslagen van rechtbanken en de Kamer, uittreksels uit het Mémorial en een uitgebreid persoverzicht. Joris beheerde de krant tot zijn overlijden in 1893. Na hem waren Nicolas Liez en Marcel Noppeney redacteuren van de krant. Het laatste nummer werd uitgegeven op 31 december 1934. Het blad werd opgevolgd door Luxemburg: journal du matin.